# Proiectarea experimentelor
Proiectarea experimentelor (engleză design of experiments, DOE, franceză Plan d'expériences, rusă Planirovanie eksperimenta), numită și proiectare statistică a experimentelor (germană Statistische Versuchplanung), este un șir ordonat de încercări experimentale repetate, prin controlarea unuia sau mai multor parametri inițiali (factori de intrare), cu scopul de a obține cunoștințe noi, care să ducă la validarea economică a unui model. Proiectarea experimentelor se bazează pe strategia cercetării experimentale Box-Wilson care utilizează un experiment factorial, caracterizat prin faptul că în fiecare încercare experimentală se modifică valoarea tuturor factorilor implicați în sistemul cercetat.,  În consecință, influența fiecărui factor asupra valorilor y ale funcției de răspuns este determinată de toate încercările efectuate în cercetarea experimentală. Pe de altă parte, modelul inițial al planului de experiențe, de regulă un model liniar, conține informații asupra direcției în care se găsește valoarea extremă a funcției de răspuns.
Proiectarea experimentelor statistice s-a născut din lucrarea lui Ronald Aymler Fisher, Design of Experiments (1935)., care a fost primul ce a introdus termenul „factorial” în lucrarea sa. Terminologia în domeniul proiectării experimentelor (DOE) este prezentată în Manualul NIST/SEMATECH e-Handbook of Statistical Methods, elaborat de NIST - o agenție a U. S. Department of Commerce.

## Cerințe pentru proiectarea experimentelor
O bună proiectare a experimentelor trebuie să satisfacă următoarele cerințe principale:
- să furnizeze informațiile necesare cu eforturi minime;
- să conducă la determinarea, înainte de experiment, a faptului dacă problemele de interes pot primi răspunsuri clare în experimente;
- să reflecte faptul dacă este dezirabilă o serie de experimente sau un singur experiment;
- să arate structura și aranjamentul punctelor experimentale, pentru a se evita înțelegeri greșite în efectuarea experiențelor;
- să încurajeze utilizarea cunoștințelor și experienței anterioare în descrierea ipotezelor și selectarea factorilor de influență și a nivelurilor acestora.

## Procedura generală
Se poate adopta următoarea succesiune a fazelor de efectuare a experimentului (după Larry B. Barrentine, (1999):
1. Se identifică procesul care va fi studiat și scopul efectuării experimentelor.
2. Se identifică rezultatele, denumite și variabile de răspuns, care trebuie să fie îmbunătățite.
3. Se stabilește precizia și acuratețea măsurătorilor, pe baza repetabilității și studiilor de reproductibilitate.
4. Se identifică variabilele de intrare care pot fi controlate, numite și factori.
5. Se aleg limitele sau nivelurile pentru fiecare factor. De obicei, vor fi utilizate două niveluri pentru fiecare variabilă. Se notează nivelul superior cu +, cel inferior cu -.
6. Se stabilește și se documentează proiectarea exeperimentelor. Aceasta include:
- toate diferitele combinații între niveluri (denumite aranjamente sau "tratamente") care ilustrează ce niveluri ale variabilelor vor fi pentru diferite combinații;
- de câte ori va fi supus experimentului fiecare aranjament (acțiune denumită replicare);
- succesiunea tuturor încercărilor, aleasă într-o ordine aleatorie (denumită randomizare).

7. Se realizează experimentul, urmărind riguros planul acestuia.
8. Se analizează datele obținute și se trag concluzii. Pentru realizarea calculelor sunt disponibile software-uri specializate.
9. Dacă în urma concluziilor se pot realiza modificări pentru îmbunătățirea procesului, se verifică acele rezultate și se autorizează noul proces.
10. Se stabilește dacă există experimente suplimentare care pot fi realizate. Acestea sunt planificate și realizate reîncepând cu pasul 5.

## Planuri factoriale
Planurile de experiențe reprezintă strategia de programare (planificare) a încercărilor experimentale în vederea obținerii unor rezultate utile și cu un nivel de încredere satisfăcător. Un experiment este factorial dacă se combină fiecare nivel al unui factor cu fiecare nivel al celorlalți factori din experiment.
Se definesc drept factori parametrii care caracterizează intrările în sistemul cercetat, numiți și factori de intrare sau variabile de intrare. Parametrii obținuți în urma desfășurării experimentului  se numesc rezultate, factor-rezultat, variabile de răspuns sau variabile de ieșire, adică rezultatele înregistrate în experimentare. 
Răspunsul trebuie să satisfacă unele cerințe importante. În primul rând, răspunsul trebuie să fie rezultatul efectiv în termenii atingerii scopului final al studiului experimental. În al doilea rând, răspunsul trebuie să fie ușor măsurabil, de preferat în mod cantitativ. În al treilea rând, variabila-răspuns trebuie să fie o funcție univocă de parametrii de influență aleși. 
Factorii experimentului (variabilele) pot fi: 
- factori cantitativi, adică posibil de măsurat, de exemplu, concentrația, temperatura, presiunea, umiditatea etc.; 
- factori calitativi sunt factori nemăsurabili care se pot identifica printr-un atribut, de exemplu, tipul de materie primă, tipul de catalizator, schimburile de lucru într-o fabrică etc.
Factorii calitativi, nemăsurabili sau atributivi nu pot fi utilizați decât în modele de tip matricial. 
În cadrul experimentelor factoriale, variabilele de intrare cantitative (factorii controlați) sunt modificate forțat la diferite subdiviziuni discrete numite niveluri, experimentul desfășurându-se după un program (plan) astfel ales încât cu minimum de măsurări și calcule de prelucrare a datelor experimentale, să se obțină un model al procesului (fenomenului) cercetat, cu precizie acceptabilă. Termenul „variabilă independentă” nu este recomandat a fi utilizat (cf. ISO 3543-3: 2013).
Primii care au propus astfel de programe au fost Box și Wilson.
Planurile de experiențe pot fi de forma:
- experiment factorial complet la două niveluri, cunoscut și ca plan de tip 2k, respectiv plan factorial la trei niveluri sau plan 3k; k reprezintă numărul de factori. Prin niveluri se înțelege numărul de valori diferite pe care o variabilă/factor îl poate lua, conform cu discretizarea sa; pentru fiecare factor se alege același număr de niveluri, deși există metode de proiectare a experimentelor care admit diferențierea numărului de niveluri pentru variabile;
- experiment factorial fracționat rezultă prin divizarea unui plan de tip 23 în două semiplanuri de tip 22; experimentul fracționat poate fi o jumătate sau un sfert din experimentul factorial complet;
- planuri de experiențe Taguchi, care fac parte din categoria planurilor fracționare;
- planuri de experiențe de tip pătrat latin și pătrat greco-latin (Gavril Muscă ș.a., 1998, ref. 2); s-a conceput, de asemenea, planul de tip pătrat hiper-greco-latin (engleză hyper-graeco-latin square experiment).

### Experimentul cu blocuri complet randomizate
Termenul bloc își are originea în experimente din agricultură, în care un câmp a fost subdivizat în secțiuni, ce au condiții comune, de exemplu, aceeași expunere la vânt, proximitatea unor ape subterane sau grosimea stratului arabil. În alte situații, blocurile se bazează pe loturi de materiale brute/materii prime comune, aceiași operatori, numărul de unități studiate în aceeași zi, produse fabricate în același schimb de lucru etc. Prin urmare, un experiment factorial este efectuat „în blocuri” dacă sunt menținute condiții omogene (comune) în cursul experimentelor.
Experimentul cu blocuri complet randomizate (engleză Randomized Complete Block Design - RCBD) este o metodă  de proiectare a experimentelor bazată pe blocare. Prin blocare se înțelege un aranjament al unităților experimentale în blocuri. Într-un experiment, există întotdeauna diferiți factori care pot influența rezultatul (variabila-răspuns). Unii dintre acești factori sunt necontrolabili (aleatori), de aceea ei trebuie să fie randomizați (alocați în mod întâmplător) în timpul efectuării experimentului, astfel încât, în medie, influența lor va fi neglijabilă.
Experimentul cu blocuri randomizate este un experiment în care unitățile experimentale sunt grupate în blocuri, iar unitățile din fiecare bloc sunt mai omogene decât unitățile din blocuri diferite. Randomizarea este o strategie în care fiecare unitate experimentală are o șansă egală  de a fi afectată unui tratament experimental. 
Un tratament experimental este o condiție sau un factor asociat cu un nivel specific într-o unitate experimentală particulară. O definiție mai frecvent utilizată pentru un tratament experimental: „Un tratament este o combinație definită a nivelurilor pentru toți factorii într-o unitate experimentală." (engleză Treatment; run) 
RCBD este utilă atunci când există interesul concentrării pe un factor particular a cărui influență asupra variabilei-răspuns este presupusă a fi relevantă: acești factori sunt factori primari, factori controlați. Ceilalți factori sunt denumiți factori perturbatori (necontrolabili). Deoarece interesul experimentatorului constă în concentrarea pe factorii primari, este important să se folosească o metodă de blocare pe ceilalți factori (perturbatori) , adică să se păstreze constante valorile sau tipurile de factori perturbatori; se efectuează, prin urmare, o serie de experiențe în care factorii primari iau toate valorile lor posibile și se combină cu toate valorile sau tipurile factorilor perturbatori.

### Experimentul factorial complet
Planul experimental complet este o strategie curentă și intuitivă a proiectării experimentelor. Acest plan este utilizat în studii de optimizare. Un experiment este factorial complet dacă se combină fiecare nivel al unui factor cu fiecare nivel al celorlalți factori din experiment, adică eșantioanele (engleză samples) experimentale sunt date de orice combinație posibilă a nivelurilor factorilor. Așa cum s-a menționat mai înainte, factorii pot fi cantitativi, de exemplu, temperatura și presiunea sau pot fi calitativi, de exemplu două mașini-unelte sau doi operatori (k = 2).
Luând în considerare cei k factori ai experimentului, volumul maxim al experimentului (numărul total de experiențe) pentru un experiment factorial la două niveluri este N = 2k ,iar la un experiment factorial cu trei niveluri N = 3k. Începând cu orice eșantion din cadrul schemei factoriale complete, eșantioanele în care valorile factorilor sunt modificate în același timp sunt o parte a spațiului factorial (sau spațiu experimental).
În contextul problematicii experimentelor factoriale se utilizează și noțiunea de grad de libertate. Numărul de grade de libertate asociate unui factor este numeric egal cu numărul de comparări necesare și suficiente (adică fără redundanță) pentru studierea efectului pe care acest factor îl produce, adică pentru a afla efectul fiecăruia dintre nivelurile factorului. Din punct de vedere matematic, numărul de grade de libertate asociat unui factor este egal cu numărul de niveluri atribuite acestui factor, minus unu. În cazul unei interacțiuni între doi factori, numărul gradelor de libertate ale acesteia se calculează ca produs al numerelor gradelor de libertate ale factorilor ce o compun.
Uneori în literatura asupra proiectării experiențelor se întâlnesc și experimente factoriale complete în care și punctul central (sau nivelul de bază) al spațiului factorial este adăugat în selecții.
Punctul central este un  „punct multidimensional” în care toți parametrii (factorii) au o valoare care este media între nivelul lor superior și nivelul lor inferior. Nivelul superior al fiecărui factor se notează  codificat „+1”, iar nivelul inferior se codifică cu „-1”, în matricea experimentului. Nivelul de bază are valoarea codificată zero.
Codificarea nivelurilor factorilor în matricea experimentului se face prin schimbările de variabilă:
```
  z
j
 =  (x
j
 - x
j0
)/l
j
          (1)
```

unde: zj este valoarea codificată a factorului; xj - valoarea fizică (reală) a factorului j; xj0 - valoarea fizică (reală) a nivelului de bază al factorului j;  lj - intervalul de variație al factorului j (în unități reale) față de nivelul de bază. Intervalul de variație al factorului este numărul care fiind adăugat la nivelul zero dă limita superioară (+1), iar atunci când este scăzut din nivelul zero dă limita inferioară a factorului (-1). Mărimea intervalului lj este: xjmax-xj0 = xj0-xjmin. 
În consecință:
```
  -pentru x
j
 = x
jmax
,  z
j
 = +1 ;                        (2)
  -pentru x
j
 = x
jmin
,  z
j
 = -1.                         (3) 
```

Nivelurile codificate ale factorilor sunt simetrice față de nivelul de bază.
Matricea experimentului factorial se prezintă sub forma unui tabel cu linii și coloane, în care fiecare linie corespunde nivelurilor factorilor din aceeași experiență, iar fiecare coloană - tuturor nivelurilor aceluiași factor. Pentru simplificare, matricea experimentului include numai valorile codificate ale factorilor. Fiecare linie din matrice se numește vector linie, iar fiecare coloană - vector coloană.
Planul factorial complet este un experiment ortogonal, sau cu alte cuvinte, matricea experimentului are proprietatea de ortogonalitate. Termenul ortogonal derivă din faptul că produsul scalar al oricăror doi vectori-coloană ai factorilor din matricea experimentului este egal cu zero. Altfel spus, suma produselor elementelor corespunzătoare a doi vectori-coloană este egală cu zero. Factorii într-un experiment ortogonal sunt variați în mod independent unul de altul, iar efectele individuale ale factorilor sunt estimate în mod independent, fără confundare.
Alte proprietăți ale matricei experimentului factorial complet sunt următoarele.
Simetria în raport cu punctul central: suma elementelor fiecărei coloane din matrice, corespunzătoare fiecărui factor sau unei interacțiuni între factori este egală cu zero.
Normalitatea : suma pătratelor elementelor fiecărei coloane este egală cu numărul total de experiențe N.
Rotabilitatea: precizia de estimare a modelului experimental obținut prin structurarea experimentului factorial după o matrice este aceeași la distanțe egale față de centrul programului (punctul central) , indiferent de direcția din spațiul multifactorial după care se face această estimare. Altfel spus, un proiect (experiment) rotabil este definit ca un proiect care prezintă aceeași varianță (dispersie) a răspunsului prezis pentru punctele experimentului situate la aceeași distanță de punctul central al experimentului.
Efectul principal al unui factor evidențiază influența acelui factor asupra variabilei-răspuns.
Se definește efectul principal al unui factor  ca fiind modificarea   variabilei-răspuns produsă de schimbarea nivelurilor acelui factor mediată  pentru nivelurile celuilalt factor. Efectul principal al unui factor reprezintă  diferența dintre variabila-răspuns medie în cazul nivelului superior al factorului și variabila-răspuns medie pentru nivelul inferior al aceluiași factor.
Numărul total de experiențe în planul experimental complet crește exponențial cu numărul de parametri și cu numărul de niveluri ale acestora. Reprezentarea grafică a unui experiment factorial complet de tipul 23 este un cub, iar pentru un experiment de tipul 2k este un hipercub k-dimensional. [Hipercubul este un analog k-dimensional al unui cub (k = 3)]. Coordonatele punctelor din colțurile cubului reprezintă combinațiile valorilor pe care le iau variabilele controlate (factorii). Toate variantele de planuri de experimentare se pot întâlni fie în varianta fără repetarea experimentelor, fie cu repetarea experimentelor (replicare), în al doilea caz scopul repetării fiind de a depista eventualele influențe ale interacțiunilor dintre factorii controlați. Se afirmă că există un efect de interacțiune a doi factori care acționează împreună, atunci când influența unui factor asupra variabilei-răspuns depinde de nivelul pe care se află cel de-al doilea factor. Pentru factorii x1 și x2, interacțiunea între acești factori este x1x2. Interacțiunea între doi factori se numește interacțiune dublă, iar cea dintre trei factori - trifactorială.
Din punct de vedere matematic, problema proiectării experimentelor (DOE) poate fi formulată astfel: să se definească estimația E a suprafeței de răspuns care poate fi reprezentată sub forma funcției:
E {y} =  Φ(x1, x2,...,xk)                                                                    (4)
în care y este variabila de răspuns a procesului; xi, i = 1, 2, ...,k sunt factorii variați în încercările experimentale.
Imaginea geometrică a funcției de răspuns este suprafața de răspuns.
Forma liniară a ecuației (4), cu doi factori x1 și x2 poate fi scrisă astfel:
```
  
y
 = β
0
 + β
1
x
1
 + β
2
x
2
 + β
12
x
1
x
2
 +eroarea experimentului            (5)
```

Termenul x1x2 este inclus pentru a ține seama de un posibil efect de interacțiune între x1 și x2. Constanta β0 este valoarea răspunsului y atunci când ambele efecte principale sunt zero.
Termenul liber β0 se calculează cu relația:
```
  β
0
 = (Σy
i
)/
N
                                     (6)   
N
 - numărul total de experimente;  i = 1,...,N
```

Coeficienții de regresie βj ai efectelor principale au următoarele expresii de calcul:
```
   β
j
 = (Σx
ij
.y
i
)/
N
                    (7)                                                                                               j = 1,...,k
```

Coeficienții interacțiunilor βuj sunt:
```
   β
uj
 = (Σx
ij
.x
iu
.y
i
)/N    (8)                                                                         u, j = 1,...,k;  u ≠ j
```

Cu aplicație în domeniul așchierii metalelor, variabila-răspuns poate fi temperatura de așchiere, durabilitatea sculei așchietoare, rugozitatea suprafeței prelucrate, forța de așchiere etc., iar factorii variați în încercări pot fi unghiurile tăișurilor sculei, viteza de așchiere, avansul la așchiere etc.
Modelul matematic reprezentat de ecuația (4) este utilizat pentru aplicarea metodei gradientului, sau metoda pantei celei mai înclinate, adică pentru determinarea direcției în care variabila-răspuns se modifică mai rapid decât în alte direcții. Acest model reprezintă suprafața de răspuns, care se presupune a fi continuă, diferențiabilă de două ori și având numai un extrem în limitele alese ale factorilor. "Suprafața de răspuns" poate fi considerată  ca o speranță matematică  condiționată a variabilelor-răspuns (presupunând că factorii de intrare sunt fixați/controlabili, însă pot varia în spațiul planului experimental).
Reprezentarea grafică a experimentului trifactorial complet este dată în figura de mai jos, unde colțurile cubului indică cele opt valori ale variabilei-răspuns y.

Modelul geometric al experimentului factorial complet cu trei factori

### Experimentul factorial fracționat
Atunci când numărul de factori se mărește, experimentul factorial complet poate deveni foarte dificil de realizat, din cauza numărului mare de experiențe. Ideea proiectării unui experiment factorial fracționat este de a derula numai o parte (un subgrup sau o fracțiune) din experimentul factorial complet. Experimentul factorial fracționat poate fi o jumătate din experimentul complet atunci când planul/experimentul complet este descompus în două semi-planuri sau poate fi un sfert din experimentul complet etc. De exemplu, un plan experimental complet de tip 23 este descompus în două semi-planuri de tip 22. Dacă  există numai trei factori ai experimentului, atunci experimentul factorial complet necesită opt derulări ale experimentării, iar experimentul fracționat la jumătate va necesita patru derulări. Cu cât numărul de  factori se mărește, cu atât fracțiunile devin mai mici: fracțiuni 1/8, 1/16 etc. Construirea experimentelor factoriale fracționate pe două niveluri ale factorilor se bazează pe structura experimentului factorial complet pe două niveluri.
Generalizând, la un experiment complet de tip 2k, experimentul fracționat la jumătate este de tip 2k-1.
Selecțiile experimentului factorial fracționat trebuie să fie corect alese, adică acestea trebuie să fie echilibrate și ortogonale. Un experiment este denumit echilibrat dacă fiecare factor are același număr de selecții pentru fiecare dintre nivelurile sale.
Termenul rezoluție descrie gradul în care efectele principale estimate sunt confundate (aliasuri) cu interacțiunile duble, interacțiunile de nivel trei etc.
Planurile experimentale pot fi categorisite după nivelul de rezoluție al acestora. Cuvântul „rezoluție” a fost împrumutat din optică. Un plan/proiect experimental cu o rezoluție de nivel mai înalt poate ajusta termeni de ordin mai înalt în ecuația (4),  decât un proiect experimental cu un nivel de  rezoluție inferior. Dacă nu este utilizat un proiect experimental cu un nivel de rezoluție suficient de înalt, atunci pot fi estimate doar combinațiile liniare ale mai multor termeni din ecuația (4).
Rezoluția arată „cât de rău” este confundat un experiment. În general, rezoluția unui experiment este cu unu mai mare decât interacțiunea de cel mai mic ordin (nivel) cu care este confundat un efect principal. Dacă unele efecte principale sunt confundate (se suprapun) cu efectele provocate de cel puțin două interacțiuni între doi factori de influență, rezoluția este III. 
Pentru un plan experimental de rezoluție IV, efectele principale nu sunt confundate cu celelalte efecte principale sau cu interacțiuni duble, însă cel puțin o interacțiune dublă este confundată cu altă interacțiune dublă. Pentru un plan experimental de rezoluție V, efectele principale și interacțiunile duble nu sunt confundate cu alte efecte principale sau cu orice alte interacțiuni duble; interacțiunile duble sunt confundate cu interacțiunile triple.
În multe scopuri practice, un experiment cu rezoluția V este excelent, iar un experiment de rezoluție IV poate fi adecvat. Experimentele de rezoluție III sunt utile ca experimente economice de screening.  Un proiect de experiențe de screening (separare/triere) se utilizează atunci când este necesar să se investigheze un număr mare de factori, folosind un număr relativ mic de teste. Aceste tipuri de teste  sunt conduse pentru a identifica factorii semnificativi (principali) care au cea mai mare influență asupra răspunsului, în vederea unei analize ulterioare prin efectuarea unui experiment factorial complet sau fracționat. Cel mai obișnuit experiment de screening este experimentul factorial fracționat.
Pentru notarea rezoluției experimentului este folosit un indice inferior -numeral roman, de exemplu, 2III pentru indicarea rezoluției III a experimentului fracționat 23-1.
Orice software moderne de proiectare a experimentelor, de exemplu: Statistica, Design-Ease, Design-Expert, Minitab etc., pot genera matrice de programare pentru experimentul factorial fracționat și pot oferi tabele de interacțiuni ale factorilor.

### Analiza statistică a datelor experimentale
După efectuarea experimentelor și obținerea modelului matematic asociat experimentelor factoriale sunt necesare unele verificări ale ipotezelor statistice:
- Verificarea omogenității dispersiilor obținute prin repetarea experiențelor, care se realizează cu criteriul Cochran;

- Verificarea gradului de semnificație statistică a coeficienților de regresie, cu criteriul Student;

- Verificarea gradului de adecvanță al modelului matematic, cu criteriul Fisher.

Dacă criteriul Fisher evidențiază că modelul matematic liniar nu este adecvat, atunci se micșorează intervalele de variație ale factorilor (în vederea unui nou experiment) sau se construiește un program experimental factorial de ordin superior (de ordinul II) pentru efectuarea unei serii noi de experiențe.
Pentru verificarea omogenității dispersiilor este necesar să se repete experimentul factorial pentru fiecare linie a matricei de programare de k ori. La repetarea experiențelor pentru fiecare linie nu se obțin rezultate care coincid perfect deoarece există totdeauna o eroare a experienței sau eroare de reproductibilitate. Dacă numărul de repetări k pe fiecare linie a matricei este același, atunci omogenitatea dispersiilor se verifică cu ajutorul criteriului Cochran. În acest scop, pentru fiecare linie a matricei se calculează dispersiile s2y și se constată dispersia maximă s2max, după care se verifică omogenitatea dispersiilor, adică se verifică dacă deosebirea dintre dispersia maximă și celelalte dispersii este semnificativă sau nu, prin aplicarea criteriului Cochran. Acest criteriu este definit ca raportul Gmax dintre dispersia maximă și suma tuturor dispersiilor. Valoarea Gmax calculată se compară cu valorile critice tabelate GT pentru (k - 1) grade de libertate și pentru nivelul de semnificație α adoptat, de obicei α=0,05. Dacă Gmax < GT atunci se consideră că dispersiile sunt omogene și deci este îndeplinită ipoteza de precizie egală în toate experiențele, cu probabilitatea P = 1-α. În urma acestei concluzii,rezultatele experimentale pot fi utilizate pentru calculul coeficienților ecuației de regresie.

### Experimentul compus central
Experimentul compus central (engleză Central composite design) este un experiment factorial complet de tip 2k în care la cele 2k puncte experimentale sunt adăugate puncte experimentale suplimentare: punctul central al experimentului și 2k puncte „în stea” (engleză star points) la distanța α (uneori scrisă distanța „alfa”) față de punctul central, ajungându-se la dimensiunea selecției 2k + 2k + 1. Deoarece punctele experimentale sunt simetrice față de punctul central al experimentului, acesta este denumit "central". Există situații în care sunt necesare două sau mai multe experimente în punctul central și situații când unul sau două experimente în centru sunt suficiente. Notând cu nc numărul de experiențe în centru, numărul total de puncte experimentale N pentru k factori va fi: N = 2k+2k+nc. Experimentele în punctul central oferă informații despre existența curburii suprafeței de răspuns. Dacă se constată curbura în sistem, adăugarea punctelor experimentale „în stea” permite estimarea eficientă a termenilor pur pătratici.
Tipul programului compus central este precizat în funcție de criteriul pe baza căruia se calculează distanța α, cele mai întâlnite în practică fiind experimente compuse centrale de ordinul II ortogonale și experimente compuse centrale de ordinul II rotabile.
Faptul că există mai multe selecții decât cele strict necesare pentru o interpolare biliniară (2k) permite să fie estimată curbura spațiului experimental.

### Experimentul Box-Behnken
Experimentele Box-Behnken sunt experiențe factoriale incomplete pe trei niveluri pentru fiecare factor. Au fost introduse în 1960 de George Box și Donald Behnken. Experimentele Box-Behnken au fost introduse pentru a limita mărimea selecțiilor atunci când numărul parametrilor crește. Aceste experimente fac parte din clasa proiectelor cu blocuri incomplete echilibrate. Blocul este „incomplet” atunci când nu toate punctele planului experimental sunt incluse  în același bloc. Dimensiunea/mărimea selecției este menținută la o valoare care este suficientă pentru estimarea coeficienților de regresie dintr-un polinom de aproximare prin metoda celor mai mici pătrate, de gradul doi. În proiectele/programele experimentale Box-Behnken un bloc de selecții corespunzător unui experiment factorial pe două niveluri este repetat pentru diferite seturi de parametri (variabile). Parametrii care nu sunt incluși în experimentul factorial rămân blocați la nivelul lor mediu pentru tot blocul (fiind notați cu valoarea codificată zero în matricea de programare). Tipul experimentului (complet sau factorial), dimensiunea factorialului și numărul de blocuri care sunt evaluate depind de numărul parametrilor și sunt aleși astfel încât experimentul să satisfacă, exact sau „aproape exact”, criteriul de rotabilitate.
Deoarece nu există o regulă generală pentru definirea selecțiilor experimentelor Box-Behnken, autorii acestui tip de experiment au dat tabele pentru gama de parametri de la trei la șapte, de la nouă la doisprezece și pentru șaisprezece parametri. (cf. M. Cavazutti, 2013, op. cit.). Pentru trei factori, proiectul Box-Behnken oferă avantajul că necesită mai puține derulări ale experimentului decât experimentul compus central. Pentru patru factori sau mai mulți factori acest avantaj dispare. PennState Eberly College of Science (SUA) a postat pe Internet un curs, "Design of experiments" (Proiectarea experimentelor), în care este descris acest tip de experiment.

### Experimentul Plackett- Burman
Robin L. Plackett și J. P. Burman au dezvoltat în 1946 o categorie specială de experimente factoriale fracționate pe două niveluri, care includ interacțiuni ale factorilor. Experimentul este condus utilizând o succesiune complet randomizată și are ca trăsătură distinctivă o rezoluție înaltă.  Un experiment cu n selecții poate fi utilizat pentru a studia până la k = n-1 parametri. Metoda Plackett-Burman necesită un număr foarte mic de experiențe, însă prezintă dezavantajul că efectele principale sunt confundate cu interacțiunile a câte doi factori. Experimentele Plackett- Burman  sunt utile pentru separarea spațiului experimental, cu scopul de a detecta efectele principale mari. Metoda utilizează diagrame experimentale cu contrast ridicat pentru factorii incluși în testare precum și pentru interacțiunile lor de orice ordin. Acest avantaj este foarte util în testele de separare/triere (screening).
Experimentele Plackett-Burman nu au o relație de definire clară, iar tabelele pentru numere diferite de factori sunt date de autori. În experimentul Plackett-Burman coloana efectelor principale Xi este fie ortogonală cu oricare interacțiune Xi.Xj a doi factori, fie identică, cu semnul plus sau minus Xi.Xj. Efectele principale sunt de obicei mult mai mari decât interacțiunile a câte doi factori. Aceasta înseamnă că efectele principale domină interacțiunile.

### Experimentul de screening
Experimentul de screening ( de triere) este un experiment planificat care identifică un subansamblu de factori pentru un studiu ulterior. Principalul obiectiv al unei experiențe cu un plan de screening este de a selecționa sau de a separa/tria câteva efecte principale importante din numeroși factori mai puțin importanți, aceștia din urmă fiind eliminați. În cadrul acestor experimente, nivelurile sunt alese pentru a reprezenta extremele opuse ale unor condiții posibile de funcționare, fără a crea însă o situație periculoasă sau imposibilă a procesului studiat.
Această metodologie se bazează pe ideile de proiectare a experiențelor emise de Plackett și Burman și utilizează matrice ale experimentului suprasaturate în care numărul de teste este mai mic decât numărul de factori. Este postulat că dacă efectele (factorilor și interacțiunilor acestora) luate în considerare sunt aranjate într-un șir descrescător (în ordinea influenței lor asupra varianței răspunsului) , acesta va aproxima o serie exponențială de amortizare. Utilizând un număr limitat de teste, experimentatorul determină coeficienții acestei serii și apoi, aplicând analiza de regresie, estimează efectele semnificative (principale) și oricare dintre interacțiunile lor care au un contrast ridicat în zgomotul de fond, format de efectele nesemnificative. Factorii principali și interacțiunile lor esențiale vor fi apoi utilizate în a doua etapă a experimentului planificat, în experimente de optimizare (un experiment factorial complet sau eventual, metoda suprafeței de răspuns).
Experimentul de screening poate fi utilizat pentru cel puțin patru factori, pentru care sunt necesare opt experiențe. În general, se pot studia n - 1 factori în n experiențe (tratamente) în care n este divizibil cu 4. Deci, 7 factori pot fi studiați prin screening în 8 experiențe, 11 factori pot fi studiați în 12 experiențe, 15 factori în 16 experiențe etc.
Confundarea efectelor (sau alias) este dezavantajul utilizării unui număr mai mic de experiențe decât într-un experiment factorial complet. Dacă două efecte sunt confundate, ele sunt numeric identice (nu pot fi deosebite unul de celălalt), cu excepția posibilă a semnului. Cu alte cuvinte, dacă interacțiunile AB și CD sunt confundate, efectele lor sunt numeric identice, însă unul poate fi negativul celuilalt.

### Experimentul Pătrat Latin
Pătratul Latin este o metodă de proiectare a experimentelor cu trei factori, k = 3, în care fiecare factor are același număr de niveluri, L = L1 = L2 = L3. Numărul total al experiențelor este N = L2.
Așadar, proiectarea după metoda Pătratului Latin (Latin Square Design) reduce numărul total de măsurări experimentale la N = L2. Acest lucru se realizează prin dispunerea factorilor experimentului după un pătrat de ordinul kxk, în care apar k simboluri (numere, litere), astfel încât fiecare simbol apare o singură dată în fiecare linie sau coloană.
Modelul matematic al Pătratului Latin este unul al analizei trifactoriale incomplete, în care fiecare factor are L niveluri , iar dintre cele L3 celule ale pătratului, numai L2 conțin observații experimentale.
Experimentul a fost denumit "latin" deoarece, inițial, în loc de numere s-au folosit litere latine mari, A, B, C, D, aceste litere apărând o singură dată pe linii sau coloane.
Actualmente, ideea pătratului latin este aplicată și pentru k > 3, pentru care se folosesc denumirile:
```
- pentru k = 4 , Pătrat Greco-Latin;
- pentru k = 5 , Pătrat Hiper-Greco-Latin.
```

Proiectarea statistică după un Pătrat Greco-Latin de ordin 3x3 este neinteresantă, de aceea este evitată.
Un exemplu de pătrat latin cu 4 factori (notați A, B, C, D), de ordinul 4x4, este dat în următoarea diagramă:
```
                 A  B  C  D
                 C  D  A  B
                 D  C  B  A
                 B  A  D  C
```

Pătratul Greco-Latin permite luarea în considerare a unui al patrulea factor (față de Pătratul Latin), desigur cu același număr de niveluri ca și ceilalți trei.
Se observă că pentru fiecare experiment, numărul de litere diferite este egal atât cu numărul de linii cât și cu numărul de coloane; literele sunt aranjate astfel încât fiecare literă apare exact o singură dată în fiecare linie și o singură dată în fiecare coloană. Literele mari/capitale indică nivelurile a doi factori de blocare.
Blocurile în pătratul latin sunt de obicei identificate cu liniile și coloanele pătratului.

### Pătratul Greco-Latin și Hiper-Greco-Latin
Pătratul Greco-Latin face posibilă luarea în considerare a unui al patrulea factor, față de Pătratul Latin care are trei factori. Conceptul de Pătrat Greco-Latin a fost introdus de matematicianul elvețian Leonhard Euler în 1782 (A. Isaic-Maniu, Viorel Vodă, 2006, p. 110, op. cit.)
În experimentele proiectate pe baza Pătratului Greco-Latin sau Pătratului Hiper-Greco-Latin sunt adăugați factori perturbatori suplimentari, indicați prin litere grecești sau alte simboluri (litere mici, numere etc.) în celulele din tabelul de programare a experimentului. În celulele pătratului greco-latin, literele latine se combină numai o singură dată cu corespondentele lor grecești, sub forma perechilor aα, bβ, cγ etc. Construirea tabelului (pătratului) de programare se face cu respectarea regulii că în fiecare linie și în fiecare coloană nivelurile factorilor nu trebuie să fie repetate și cu regula suplimentară că fiecare factor trebuie să urmeze un model (pattern) diferit al literelor/numerelor. Regula suplimentară permite ca influența a două variabile să nu fie complet confundată una cu alta. Pentru a respecta această regulă nu este posibil un proiect Pătrat Hiper-Greco-Latin cu L = 3 niveluri, deoarece există numai două modele posibile de litere într-un tabel 3x3 ; dacă k =5, L trebuie să fie ≥4.
Avantajul experimentului Pătrat Latin este că experimentul poate menține mai mulți factori perturbatori separați în mod relativ ieftin, în termenii dimensiunilor selecțiilor.

### Pătratul Youden
Experimentul de tipul „Pătrat Youden”  este un tip de experiment în care doi factori  ai blocului, considerați pe linii și coloane , cu numărul de niveluri al unuia dintre factorii de blocare, de exemplu, pe coloane, egal cu numărul de tratamente, iar celălalt factor al blocului are numărul de niveluri mai mic decât numărul de tratamente. Tratamentele sunt alocate astfel încât fiecare tratament apare o singură dată pe fiecare linie, iar coloanele, atunci când sunt tratate ca blocuri formează un experiment cu blocuri incomplete, echilibrate (engleză Balanced Incomplete Block Design). În contextul de față, prin tratamente se înțeleg niveluri sau combinații de niveluri (versiuni) ale fiecăruia dintre factorii alocați unei unități experimentale. Unitatea experimentală poate fi un lot de producție, un pacient dintr-un spital, un grup de animale supus experimentelor, un câmp de pe un teren agricol etc.
Un experiment cu blocuri incomplete este acel experiment unde unitățile experimentale sunt grupate în blocuri în care există un număr insuficient de unități experimentale disponibile în cadrul blocului, pentru a derula un set complet de tratamente ale experimentului.

### Metoda Taguchi
Planurile de experiențe Taguchi au fost dezvoltate de Genichi Taguchi în Japonia, în lucrarea Introduction to quality engineering. Designing Quality into Products and Processes,Asian Productivity Organization, Hong Kong, 1986. Metoda Taguchi este asociată cu stabilirea celor mai bune valori ale factorilor controlați, asupra cărora se poate acționa, pentru a face ca problema investigată să fie mai puțin sensibilă la variațiile factorilor necontrolabili (factori „zgomot”). Acest tip de problemă a fost denumit de Taguchi problema proiectării parametrilor robuști (engleză Robust parameter design problem). Termenul robustețe este utilizat pentru a caracteriza produsele sau procesele care funcționează cu o dispersie mică  a caracteristicilor, deși există fluctuații perturbatoare ale factorilor „zgomot”. Scopul proiectării parametrilor experimentului este de a găsi nivelurile variabilelor controlate care produc un produs sau proces robust. Variabilele controlate pot fi cantitative sau calitative. Variabilele-zgomot sunt deseori funcții ale condițiilor ambientale, de exemplu umiditatea și temperatura în timpul fabricării, proprietățile materialelor brute (semifabricate), îmbătrânirea produsului etc.
Metoda Taguchi se bazează pe niveluri mixte, pe experimente factoriale fracționate de înalt nivel și alte experimente ortogonale. În această metodă se face distincția dintre variabile controlate și variabile-zgomot (engleză noise variable), acestea din urmă fiind factori ce nu pot fi controlați, cu excepția experimentelor de laborator. Sunt alese două proiecte ortogonale diferite pentru cele două grupe de parametri/variabile. Se numește plan intern, proiectul/planul ales pentru variabile controlabile și plan extern - proiectul ales pentru variabile-zgomot. Planul extern (sau matricea externă) trebuie să simuleze mediul aleator în care va funcționa produsul. Așa-numitele planuri interne și planuri externe trebuie alese dintr-o listă de aranjamente ortogonale-standard,  publicate de autor. Combinarea planurilor interne cu cele externe conduce la un aranjament încrucișat (engleză crossed array), care este lista tuturor selecțiilor (încercărilor) programate prin metoda Taguchi. În acest scop, matricea externă este încrucișată la 900 cu matricea internă. Prin combinare se înțelege că pentru fiecare selecție a planului intern este efectuat întregul set de experiențe ale planului extern. Altă posibilitate este de a fixa nivelurile variabilelor-zgomot dintr-o încercare particulară în matricea externă, și apoi să se conducă toate experiențele din matricea internă pentru acea configurație fixată a variabilelor-zgomot. Răspunsurile obținute sunt pentru toate combinațiile celor două matrice. În acest mod, se obțin informații despre interacțiunile între variabilele controlabile și variabilele-zgomot. Genichi Taguchi a publicat 18 tabele ortogonale, care pot fi utilizate pentru rezolvarea unor probleme experimentale din industrie.
Aranjamentul încrucișat începe cu două proiecte experimentale, unul pentru variabile-zgomot și altul  pentru variabile controlate. Aceste proiecte experimentale sunt apoi reciproc încrucișate. Cele două proiecte individuale sunt în general destul de economice, deoarece ele sunt fie saturate, fie aproape saturate.
Dacă există un număr mare de variabile-zgomot, experimentul poate deveni prea scump. În acest caz, este posibil să fie combinate condițiile extreme ale "zgomotului" (cele mai rele posibil și cele mai bune posibil), pentru limitarea la doi factori „zgomot” <<compuși>>, cu două niveluri. Zgomotul „compus” simulează extremele variației zgomotului, însă utilizează mai puține experiențe.
Pentru definirea coloanelor pentru interacțiuni, utilizate în matricele standard , majorității acestor matrice le sunt asociate tabele triunghiulare și grafuri liniare care constituie reprezentarea grafică parțială a tabelelor triunghiulare. Genichi Taguchi a propus pentru fiecare matrice standard atâtea grafuri liniare câte combinații posibile ale repartizărilor factorilor pe coloane pot exista.
Pentru analiza rezultatelor, Taguchi a introdus rapoarte semnal-zgomot (signal-to-noise ratios). Calculul raportului semnal-zgomot (SNR) este un mijloc de a determina efectul fiecărui factor asupra rezultatului final al procesului. În funcție de natura problemei cercetate, care urmărește minimizarea sau maximizarea variabilei-răspuns, poate fi ales un raport adecvat.
Raportul semnal-zgomot este asociat cu reducerea variabilității prin minimizarea efectului indus de factorii de zgomot din experiment și este în general definit astfel:
```
       SNR = μ/σ            (9)
```

unde μ este media semnalului sau valoarea așteptată, dorită, de atins, iar σ este abaterea standard a zgomotului (nedorit).
Folosind metoda Taguchi, metodele de optimizare pot fi categorisite în două grupe : probleme statice și probleme dinamice. Problemele statice se referă la determinarea celor mai bune niveluri ale factorilor controlați pentru proces, astfel încât răspunsul să aibă valoarea dorită, în timp ce problemele dinamice implică determinarea celor mai bune niveluri ale factorilor controlați astfel încât raportul semnal de intrare/semnal de ieșire să fie cel mai apropiat de valoarea dorită.
În problemele statice semnalul de intrare are o valoare fixată, în timp ce în problemele dinamice este necesar ca o relație între semnalul de intrare și cel de ieșire să fie obținută. În plus, alte instrumente de analiză statistică, de exemplu ANOVA  (Analysis of variance), sunt deseori folosite pentru analiza rezultatelor. Tehnicile ANOVA standard sunt utilizate pentru a identifica factorii controlați care influențează raportul semnal-zgomot. Utilizând rezultatele analizei și prin determinarea efectelor între factorii experimentelor, procesul de optimizare poate fi condus în mod eficace.
Metoda Taguchi prezintă unele dezavantaje (J. Paulo Davim, 2012, op. cit. p. 24):
- Unele efecte ale interacțiunilor își pierd contrastul, astfel încât cunoașterea existenței lor este pierdută. Multe dintre proiectele experimentale sugerate de Taguchi sunt experimente Plackett-Burman saturate sau aproape saturate și astfel nu permit experimentatorului să estimeze efectele de interacțiune între variabilele controlate.
- Efectul principal semnificativ și interacțiuni importante au așa-numite interacțiuni „confundate”.

#### Funcția „pierdere a calității”
Funcția „pierdere a calității” (engleză quality loss function) este unul dintre aporturile majore aduse de G. Taguchi. El definește calitatea ca o caracteristică ce evită pierderile de bani nu numai pentru fabricant, în timpul producției, ci și pentru utilizator. Funcția „pierdere a calității”, exprimată de Taguchi, permite cuantificarea sub formă de pierderi financiare, a consecințelor pentru producător și pentru clienții săi a nivelului calității unui produs. Funcția „pierdere a calității” relevă faptul că cu cât o caracteristică de calitate, din cauza variației este mai departe de ținta sa, chiar dacă este în limitele de toleranță specificate, cu atât este mai mare costul producătorului și insatisfacția utilizatorului.
Expresia matematică a acestei funcții diferă după cele trei tipuri de criterii referitoare la calitate care trebuie optimizate:
- criteriu țintă (engleză target value), adică optimul este valoarea nominală a caracteristicii măsurate;
- criteriu care trebuie minimizat (adică cu cât este mai mic cu atât este mai bine);
- criteriu care trebuie maximizat (adică cu cât este mai mare cu atât este mai bine).

### Experimente porționate
Experimentele porționate (engleză Split-Plot Experiments,franceză Experiences en parcelles subdivisées) au fost inventate de R. A. Fisher (1935, op. cit.) și sunt desfășurate „în câmpuri”. Astfel de experimente cuprind „câmpuri” care la rândul lor sunt porționate în „sub-câmpuri”.
În termeni simpli, un experiment porționat este un experiment blocat, unde blocurile servesc ca unități experimentale pentru un sub-grup de factori. Astfel, există două niveluri ale unităților experimentale. Blocurile sunt numite „câmpuri”, în timp ce unitățile experimentale din interiorul blocurilor sunt unități mai mici decât blocurile și sunt denumite porțiuni, unități porționate sau sub-porțiuni (engleză sub-plots).  Corespunzător celor două niveluri de unități experimentale există două niveluri de randomizare. O randomizare este condusă pentru a determina atribuirea tratamentelor (factorilor de investigat) pe niveluri ale blocurilor, pentru „câmpuri”. Apoi, ca întotdeauna într-un experiment blocat, apare o randomizare a tratamentelor pentru unități experimentale-porțiuni în interiorul fiecărui bloc sau  "câmp" întreg.  Experimentele porționate au fost inițial dezvoltate de R. A. Fisher, pentru utilizare în experimente din agricultură, însă actualmente sunt utilizate și în multe experimente industriale. De asemenea, acest tip de experimente este mult utilizat în psihologie și biologie.

### Tehnica EVOP
EVOP este un acronim pentru operarea evolutivă a proceselor (engleză Evolutionary Operation of Processes, franceză Expérimentation évolutive). Este o tehnică de optimizare a proceselor de fabricație, dezvoltată de George E. P. Box (1957)
Tehnica EVOP este o formă secvențială de experimentare, condusă în facilitățile de producție, în timpul desfășurării proceselor de producție. Principalele teze ale EVOP sunt că cunoștințele necesare pentru a îmbunătăți procesul trebuie să fie obținute continuu în timpul realizării produsului și că experiențele proiectate utilizând modificări  relativ mici în nivelurile factorilor (în limitele toleranțelor de producție) pot  produce aceste cunoștințe la costuri minime.
EVOP constă în introducerea sistematică a unor  mici schimbări în nivelurile variabilelor procesului, în timpul desfășurării normale a producției, fără ca îmbunătățirile aduse proceselor să întrerupă producția. Modificarea versiunilor (nivelurilor) factorilor pentru orice experiment EVOP este de obicei foarte mică, pentru a se evita modificări apreciabile ale calității sau :caracteristicilor produsului, în afara toleranțelor. Această particularitate a EVOP poate necesita replicări (repetări) considerabile, pentru a mări eficiența comparării efectului modificării nivelurilor. Există experimente EVOP cu unu/doi/trei factori. După efectuarea experimentului EVOP se procedează la interpretarea rezultatelor cu ajutorul analizei dispersionale.
De obicei, în tehnica EVOP se utilizează un experiment de tip 2k. Datele asupra variabilei-răspuns sunt  colectate în fiecare punct al experimentului 2k. Teoretic, tehnica EVOP poate fi aplicată pentru orice număr k de variabile ale procesului, însă în practică sunt de obicei luate în considerare numai două sau trei variabile..
Experimentele EVOP produc mai puține întreruperi ale operațiunilor de producție și implică un risc operațional mai redus decât alte tehnici.

### Experimente ierarhice
Experimentul ierarhic este un experiment planificat cu cel puțin doi factori, cu o relație ierarhică între factori. Relațiile ierarhice implică un tip de clasament după ordinea rangului factorilor, în sensul că fiecare nivel de factor dat apare împreună cu un singur nivel al unui alt factor de rang imediat superior în ordine ierarhică. Cu alte cuvinte, într-un plan experimental ierarhic factorii sunt ordonați ierarhic în așa fel încât fiecare nivel al unui factor subordonat apare cel mult într-un singur nivel al fiecăruia dintre factorii de rang ierarhic superior. Același nivel (versiune) a unui factor nu poate fi folosit cu toate nivelurile (versiunile) celorlalți factori.

## Metodologia suprafeței de răspuns
Metoda suprafeței de răspuns (MSR) este un grup de tehnici matematice și statistice care explorează relația dintre variabilele independente și variabila-răspuns, cu scopul de a optimiza răspunsul dorit al sistemului investigat, în vederea explorării condițiilor de operare optime. Termenul „suprafață de răspuns” este folosit pentru a descrie suprafața care reprezintă răspunsul unui proces sau sistem atunci când valorile parametrilor de intrare variază în domenii specificate.
Atunci când se alege un proiect experimental pentru ajustarea suprafeței de răspuns trebuie să se ia în considerare următoarele proprietăți importante:
„1. Să rezulte o bună ajustare a modelului cu datele.
2. Să se obțină informații suficiente care să permită un test pentru lipsa ajustării.
3. Să permită modele de ordin crescător, pentru a fi construite secvențial.
4. Să ofere o estimație a erorii experimentale „pure”.
5. Să fie insensibil (robust) la prezența valorilor excepționale în date.
6. Să fie robust în privința erorilor în ținerea sub control a nivelurilor proiectului experimental.
7. Să fie  eficient în privința costurilor.
8. Să permită ca experimentele să fie efectuate în blocuri.
9. Să asigure verificarea ipotezei omogenității dispersiilor.
10. Să asigure o bună distribuție a Var[y(x)]/σ2.”
Primul „pas” pentru aplicarea MSR este de a determina o funcție adecvată care reprezintă relația dintre variabila-răspuns (de ieșire) și variabilele de intrare, funcție care în general este necunoscută. Dacă răspunsul sistemului examinat poate fi suficient modelat utilizând o funcție liniară de variabile de intrare, se poate folosi un așa-numit model de gradul întâi. Dacă răspunsul este mai complex se folosește un model de gradul al doilea (o funcție pătratică) sau chiar o combinație de model de gradul întâi cu model de gradul doi.
Parametrii în modelele de aproximare sunt determinați dacă este condus un experiment folosind o metodă adecvată de proiectare a experimentelor (DOE). Pentru multe studii ale MSR este folosit experimentul compus central, dar și metoda Taguchi.

### Descrierea metodologiei MSR
Procesul de optimizare folosind metoda MSR este o procedură secvențială. Punctul de plecare (punctul fixat, în care ne aflăm) este deseori un punct al suprafeței de răspuns situat departe de punctul optim și care corespunde condițiilor operaționale existente în acel moment ale sistemului. Apoi, procedura de optimizare conduce la determinarea vecinătății punctului de optim, după care în această zonă se aplică un model (un polinom) de grad superior. După o analiză ulterioară se determină punctul de optim.
Pentru motive de simplitate, procedura inițială de optimizare este condusă utilizând un model de polinom de gradul întâi, respectiv un experiment factorial de ordinul întâi. Acesta este suficient pentru a determina ce variabile independente influențează variabila-răspuns. Apoi se aplică o metodă pentru convergența rapidă către punctul de optim: metoda coborârii celei mai rapide în cazul problemelor de minimizare, respectiv a urcării celei mai rapide în cazul problemelor de maximizare a variabilei-răspuns, adică după direcția pantei  maxime. Această metodă consistă într-o procedură numerică de „deplasare” în lungul drumului de coborâre rapidă, respectiv urcare rapidă, care conduce la zona din jurul punctului de optim. Următorul pas al procedurii de optimizare este de a ajusta un model de gradul doi din rezultatele experimentelor, deoarece aproximarea suprafeței de răspuns în regiunea punctului de optim (a extremului)  printr-un model de gradul întâi este aici nesatisfăcătoare.
Punctul de optim pe suprafața curbă este denumit punct staționar. În acest punct, toate derivatele parțiale ale variabilelor independente sunt egale cu zero. Totuși, trebuie să se determine dacă acest punct este într-adevăr un punct al răspunsului maxim, un punct al răspunsului minim sau un punct șa).
Pentru aplicarea metodei MSR este necesară utilizarea unor proiecte de experimentare, deseori fiind folosită metoda experimentului compus central. Acest experiment implică trei seturi de experimente: un set de experimente factoriale, un set de puncte centrale și un set de puncte axiale. Punctele centrale au valori egale cu medianele valorilor folosite în setul de experimente factoriale, în timp ce setul de puncte axiale implică puncte în afara domeniului punctelor experimentelor factoriale, pentru toți factorii.
Ca alternativă la metoda experimentului compus central poate fi ales experimentul Box-Behnken. Acesta din urmă necesită costuri mai mici, însă trebuie folosit numai dacă se presupune că granițele experimentului sunt cunoscute.
Există bune software comerciale disponibile pentru a ajuta la proiectarea și analiza experimentelor pentru suprafețe de răspuns, de exemplu Design-Expert (Stat-Ease, Inc. 2009) și Statgraphics (StatPoint Technologies, Inc. 2009).

### Plan de experimente cu amestecuri
Planul de experimente cu amestecuri (engleză Design of experiments with mixtures) este elaborat pentru a trata situația în care suma mai multor variabile de intrare (factori de intrare) este constrânsă să totalizeze o cantitate fixată din conținutul total. Un exemplu tipic al unui plan pentru studiul amestecurilor este cel în care factorii reprezintă proporțiile metalelor într-un aliaj. Domeniul experimental al planului trebuie să satisfacă, în acest caz, condiția: X1 + X2 +...+ Xk = 1. Altfel spus, fiecare factor are un procentaj de participare la amestec, cuprins între 0 și 1. Planurile pentru studiul amestecurilor sunt utile în special în situațiile care implică procentaje de elemente de aliere în conținutul total al unui material metalic. O tratare completă a planurilor pentru studiul amestecurilor este dată în lucrarea . Se pot întâlni asemenea planuri de experimente la elaborarea lichidelor de așchiere ce asigură punctul de evaporare cel mai ridicat. Pe baza relației polinomiale obținute ca urmare a experimentelor, se poate cunoaște punctul de evaporare al lichidului de așchiere prin utilizarea unor constituenți în anumite proporții.

## Plan de experimente D-optimale
Proiectele experimentale D-optimale (sau D-optime) reprezintă un tip de experimente furnizate de un algoritm de computer.
Aceste experimente sunt utile atunci când proiectele clasice cum sunt experimentele factoriale complete sau fracționate nu se pot aplica pentru că ar necesita prea multe rulări pentru cantitatea de resurse alocate sau timp disponibil pentru experiment; de asemenea, când spațiul experimental este restricționat, conținând combinații ale factorilor care nu sunt fezabile sau sunt imposibil de rulat.
Planurile experimentale D-optimale sunt planuri optimizate, bazate pe un criteriu de optimizare ales și pe modelul matematic care va fi ajustat.
Criteriul de optimizare utilizat în generarea proiectelor experimentale D-optimale constă în maximizarea valorii determinantului matricei informaționale tXX a experimentului, unde X este matricea planului experimental iar tX este transpusa matricei X. De exemplu, dacă matricea X are dimensiunea nxp, atunci produsul tXX = (pxn)x(nxp) = pxp.
Acest criteriu de optimizare conduce la minimizarea varianței generalizate a estimațiilor parametrilor pentru un model matematic specificat. Ca o consecință, „optimalitatea” unui proiect experimental D-optimal este dependentă de model. Așadar, experimentatorul trebuie să specifice un model matematic al experimentuluui, înainte să poată genera calculatorul combinațiile de tratamente specifice (combinațiile nivelurilor factorilor).